# Анна Мария фон Бранденбург
Анна Мария фон Бранденбург (на немски: Anna Maria von Brandenburg; * 3 февруари 1567, дворец Цехин, Райнсберг; † 14 ноември 1618, Волин) от род Хоенцолерн, е принцеса от Бранденбург и чрез женитба херцогиня на Померания.

## Живот
Дъщеря е на курфюрст Йохан Георг фон Бранденбург (1525 – 1598) и втората му съпруга принцеса Сабина фон Бранденбург-Ансбах (1529 – 1575), дъщеря на маркграф Георг фон Бранденбург-Ансбах-Кулмбах.
Анна Мария се омъжва на 8 януари 1581 г. в Берлин за херцог Барним X от Померания (1549 – 1603). Една година преди това (1580) те са сгодени. Бракът е бездетен.
След смъртта на нейния съпруг тя живее в дворец Волин във Волин (в Полша).
- Дворец Волин (дясно)
- Саркофагът (отзад) на херцогиня Анна Мария, родена фон Бранденбург